# Rakytov (szczyt)

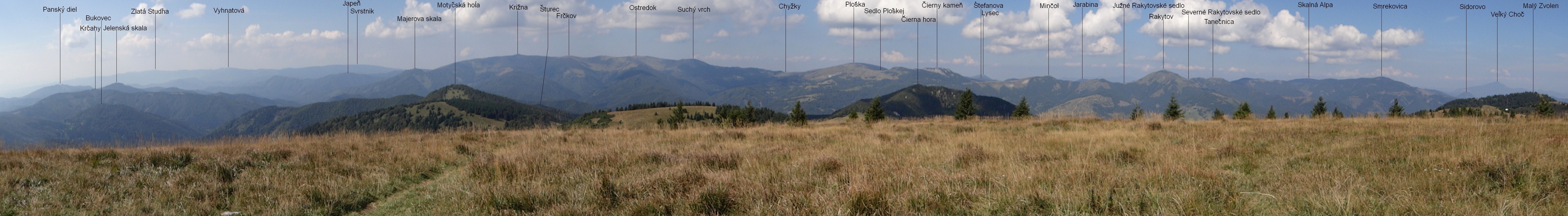
Rakytov i główny grzbiet Wielkiej Fatry

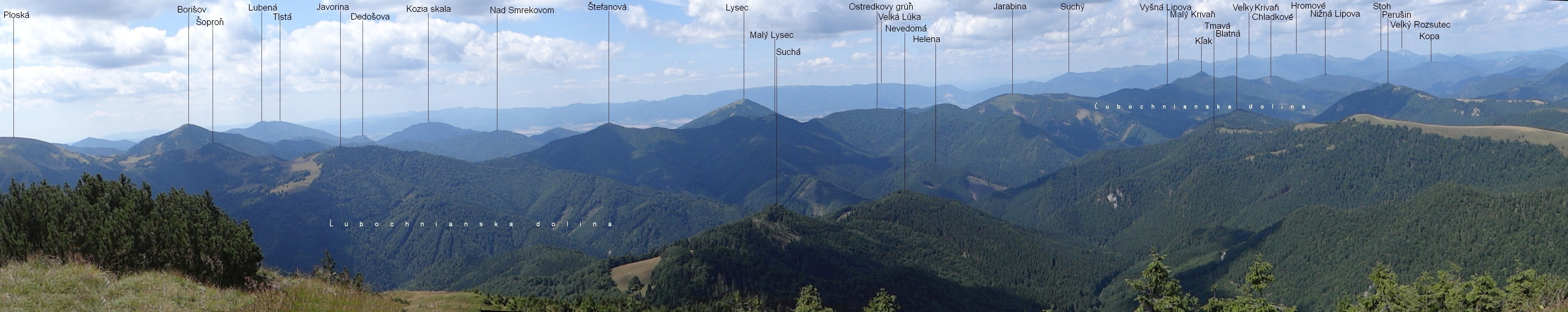
Panorama widokowa ze szczytu Rakytov

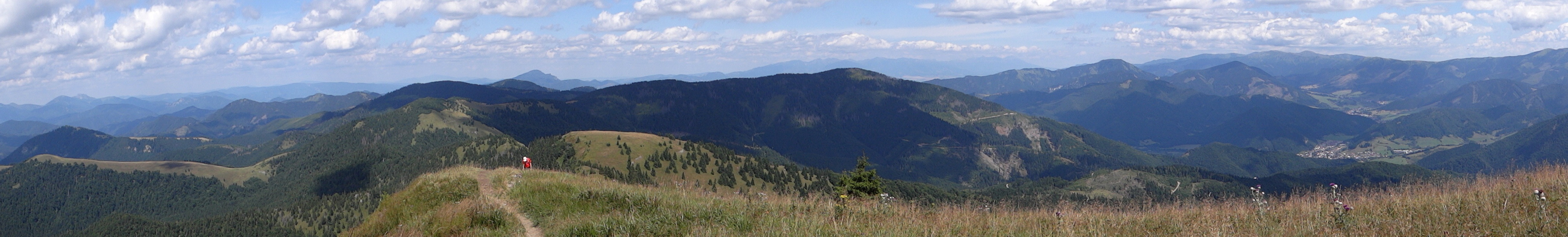
Panorama widokowa ze szczytu Rakytov

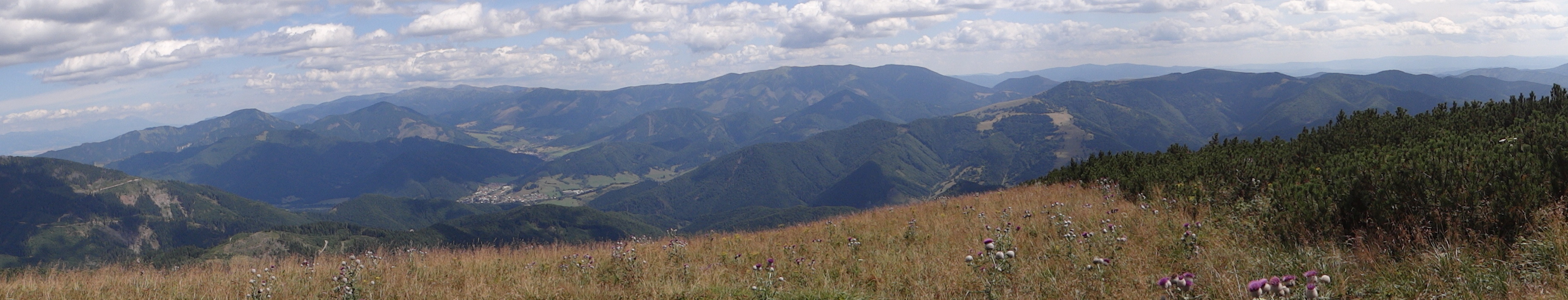
Panorama widokowa ze szczytu Rakytov

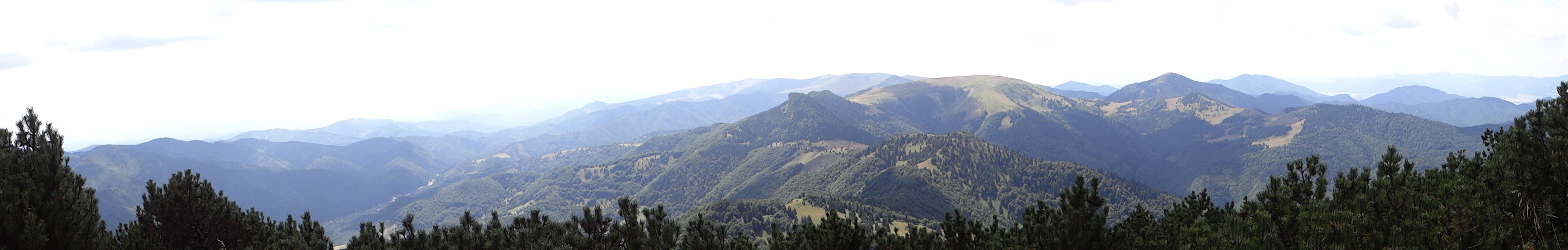
Panorama widokowa ze szczytu Rakytov

Rakytov (1567 m) – jeden z najwyższych szczytów w grupie górskiej Wielkiej Fatry w Karpatach Zachodnich na Słowacji.

## Położenie
Rakytov wznosi się w tzw. liptowskiej odnodze głównego grzbietu Wielkiej Fatry, ok. 6 km w linii prostej na zachód od miejscowości Liptovská Osada. Jest najwyższym szczytem w tej odnodze i jednym z dwóch, których wysokość przekracza 1500 m (drugim jest Smrekovica, 1530 m). Na południowym zachodzie Južné Rakytovské sedlo (1295 m) we wspomnianym grzbiecie oddziela go od szczytu Kračkov (1397 m), natomiast na północnym wschodzie Severné Rakytovské sedlo (ok. 1405 m) – od szczytu Tanečnica (1459 m).

## Geologia i morfologia
Masyw Rakytova posiada dość skomplikowaną budowę geologiczną. Pomimo że wśród skał budujących go przeważają wapienie, góra ma stosunkowo łagodne kształty i umiarkowanie bogatą rzeźbę.
Szczyt Rakytova ma formę dość regularnego graniastosłupa o podstawie zbliżonej do kwadratu i przekątnych podstawy leżących na kierunkach północny wschód – południowy zachód oraz północny zachód – południowy wschód. Pierwszą z tych przekątnych wyznacza wymieniany już główny grzbiet liptowskiej odnogi Wielkiej Fatry. Drugą – dość masywne grzbiety, opadające odpowiednio do dolin Lubochnianki i Rewucy. Południowo-zachodni grzbiet góry kończy się charakterystyczną formą skalną zwaną "Skalną Bramą" (słow. Skalná brána)

## Przyroda ożywiona
Partie szczytowe Rakytova powyżej poziomicy ok. 1300 m n.p.m. pokrywają w większości łąki górskie, na których wiosną i w początkach lata kwitnie kilka gatunków storczykowatych. Dolne partie zboczy nad zamknięciami otaczających dolin (Teplá doliná, Veľká Rakytová) są porośnięte dorodnymi buczynami. Na Tanečnicy, uznawanej za północny przedwierzchołek Rakytova, położone jest jedno z większych w tym rejonie stanowisk kosodrzewiny. Spory płat reintrodukowanej kosodrzewiny porasta również szczyt samego Rakytova.
Północne zbocza szczytu znajdują się w granicach rezerwatu Skalná Alpa.

## Turystyka
Szczyt słynie z szerokiej panoramy, obejmującej m.in. całą Wielką Fatrę, Małą Fatrę, Góry Choczańskie i Niżne Tatry. Jej rozpoznanie ułatwia zainstalowana na wierzchołku tablica z panoramiczną "różą wiatrów". Dostępny jest zielono znakowanym szlakiem turystycznym:
  Rużomberk – Krkavá skala – Pod Sidorovom – Sedlo pod Vtáčnikom – Vtáčnik – Vyšné Šiprúnske sedlo – Nižné Šiprúnske sedlo – Malá Smrekovica – Močidlo, hotel Smrekovica – Skalná Alpa – Tanečnica – Severné Rakytovské sedlo – Rakytov – Južné Rakytovské sedlo – Minčol – Sedlo pod Čiernym kameňom – Sedlo Ploskej – Chata pod Borišovom.
  odcinek ze schroniska pod Borišovom. Odległość 7,2 km, suma podejść 390 m, czas przejścia 2 h.
  odcinek z rozdroża Močidlo grzbietem liptowskiej odnogi Wielkiej Fatry. Odległość 6,1 km, suma podejść 550 m, czas przejścia 3 h.
  Južné Rakytovské sedlo – północne stoki Rakytova – Severné Rakytovské sedlo. Czas przejścia 30 min, ↑ 30 min.
Biegnący grzbietem zielony szlak, nazywany "Liptowską magistralą", przechodzi przez wierzchołek Rakytova dopiero od 1977 r. Wcześniej trawersował on szczyt jego zachodnimi stokami ponad doliną Lubochnianki, leśną ścieżką zupełnie pozbawioną widoków (biegnie nią obecnie szlak żółty, umożliwiający ominięcie eksponowanego szczytu np. przy złej pogodzie).

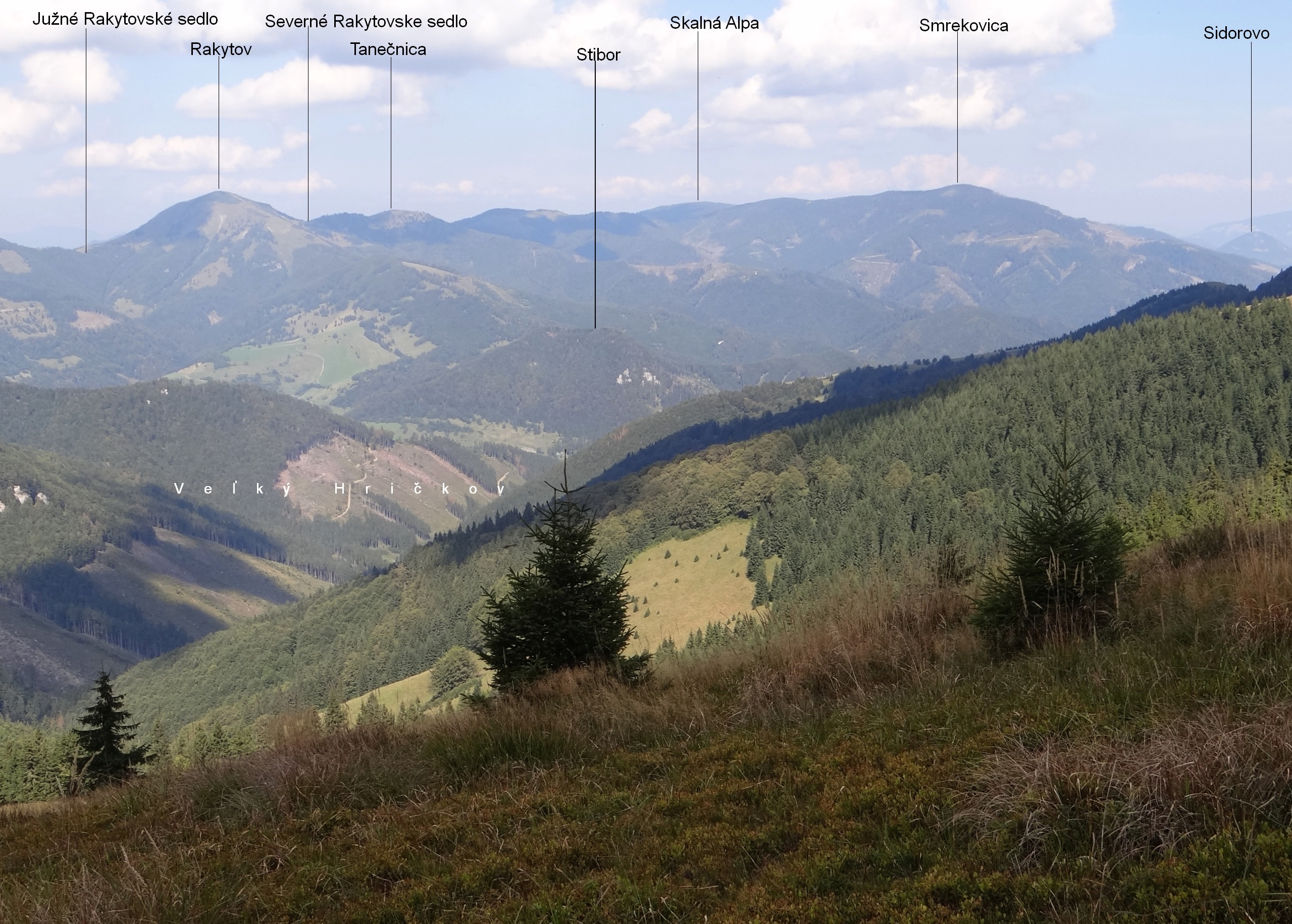
Widok z grzbietu Zwolenia
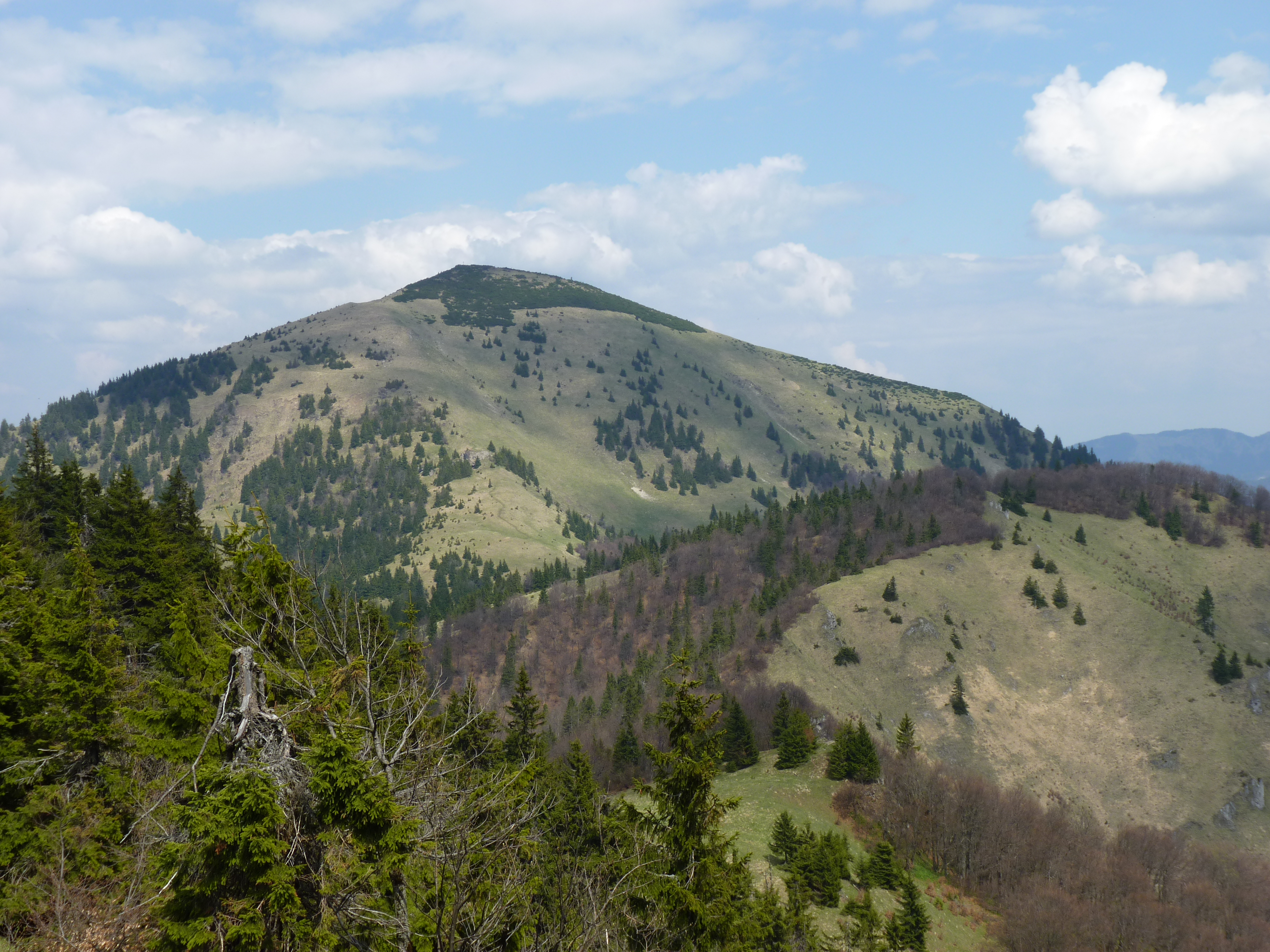
Widok od wschodniej strony
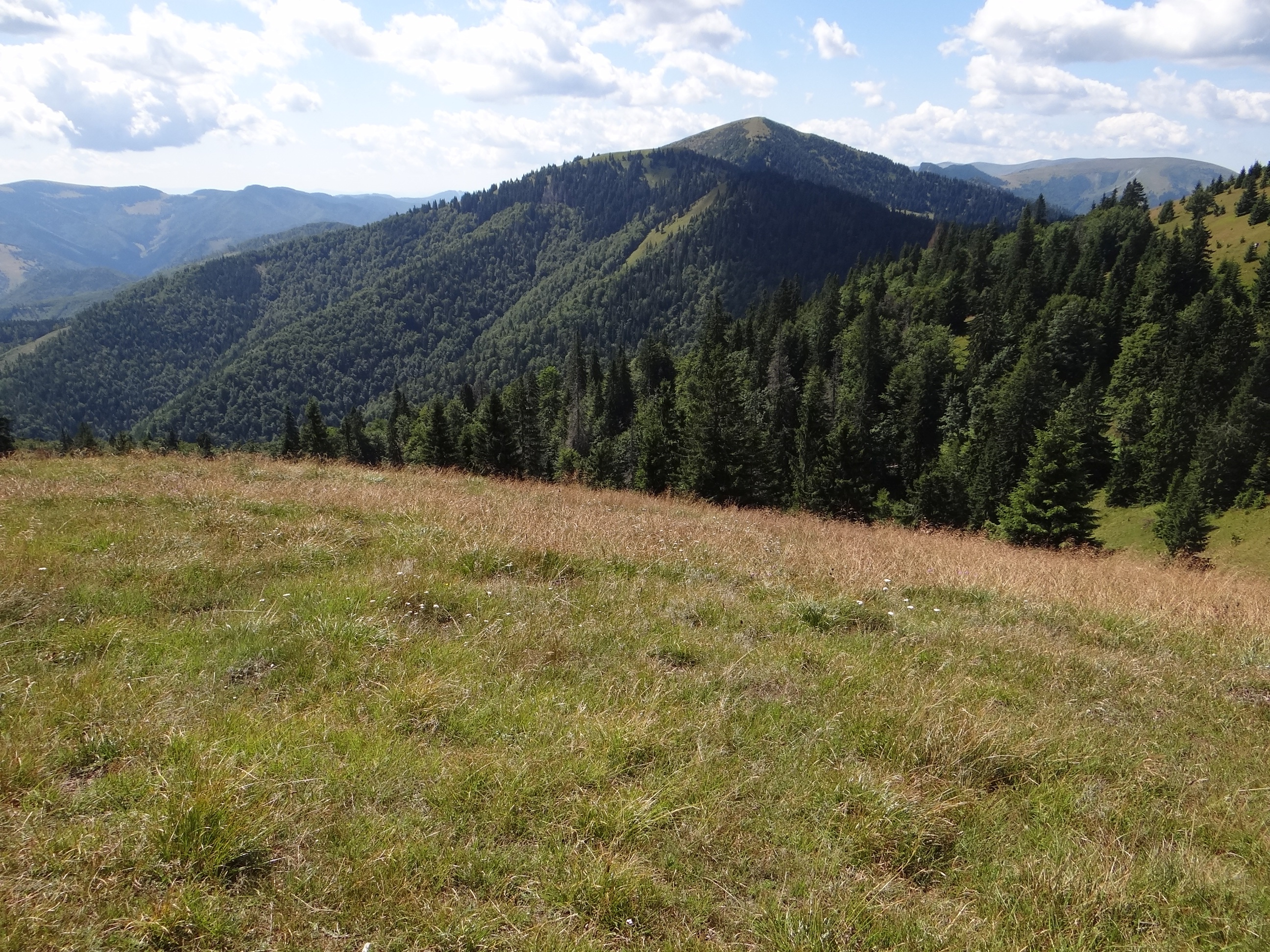
Rakytov i Tanečnica. Widok ze Skalnej Alpy
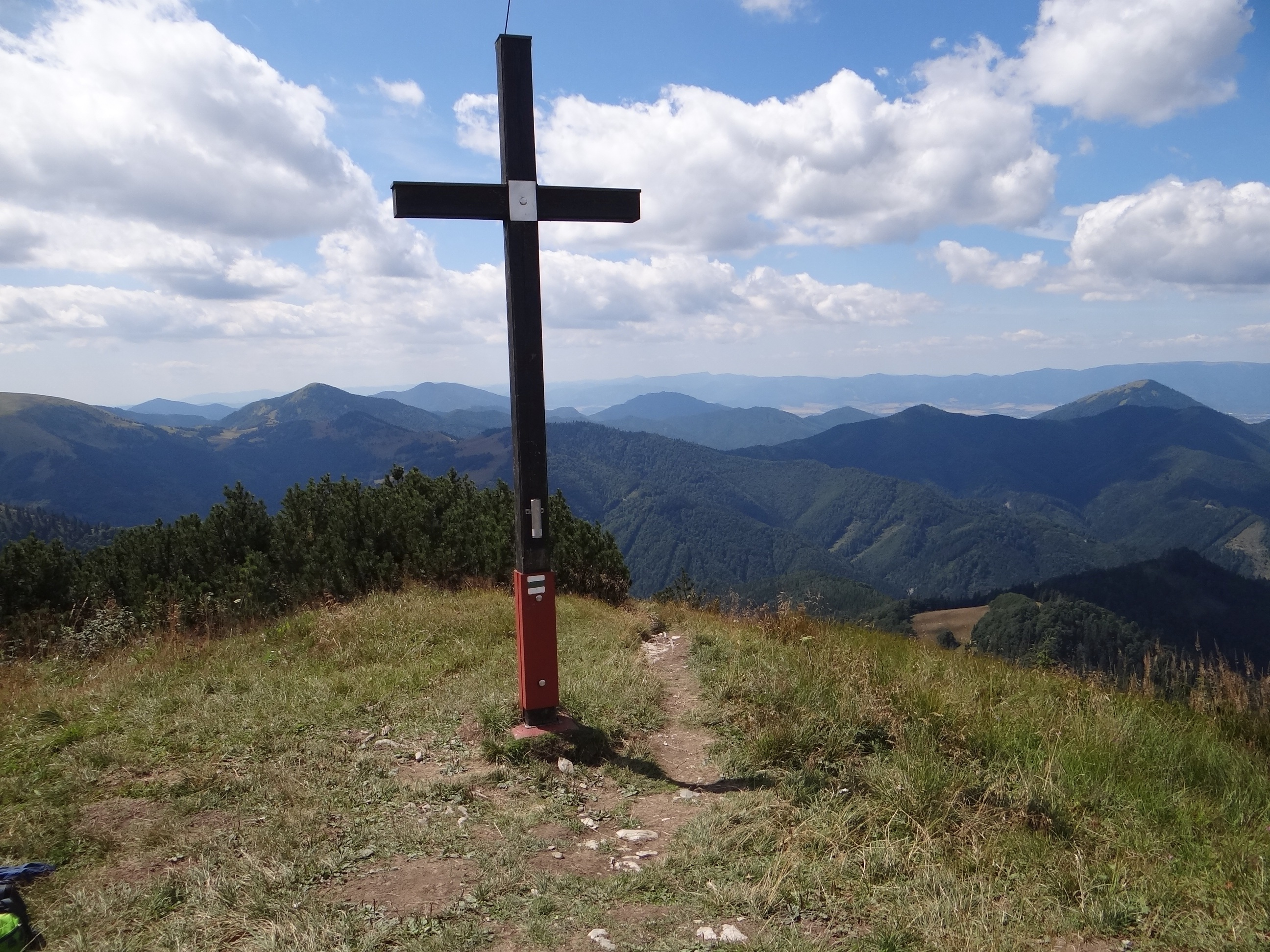
Krzyż na szczycie Rakytova
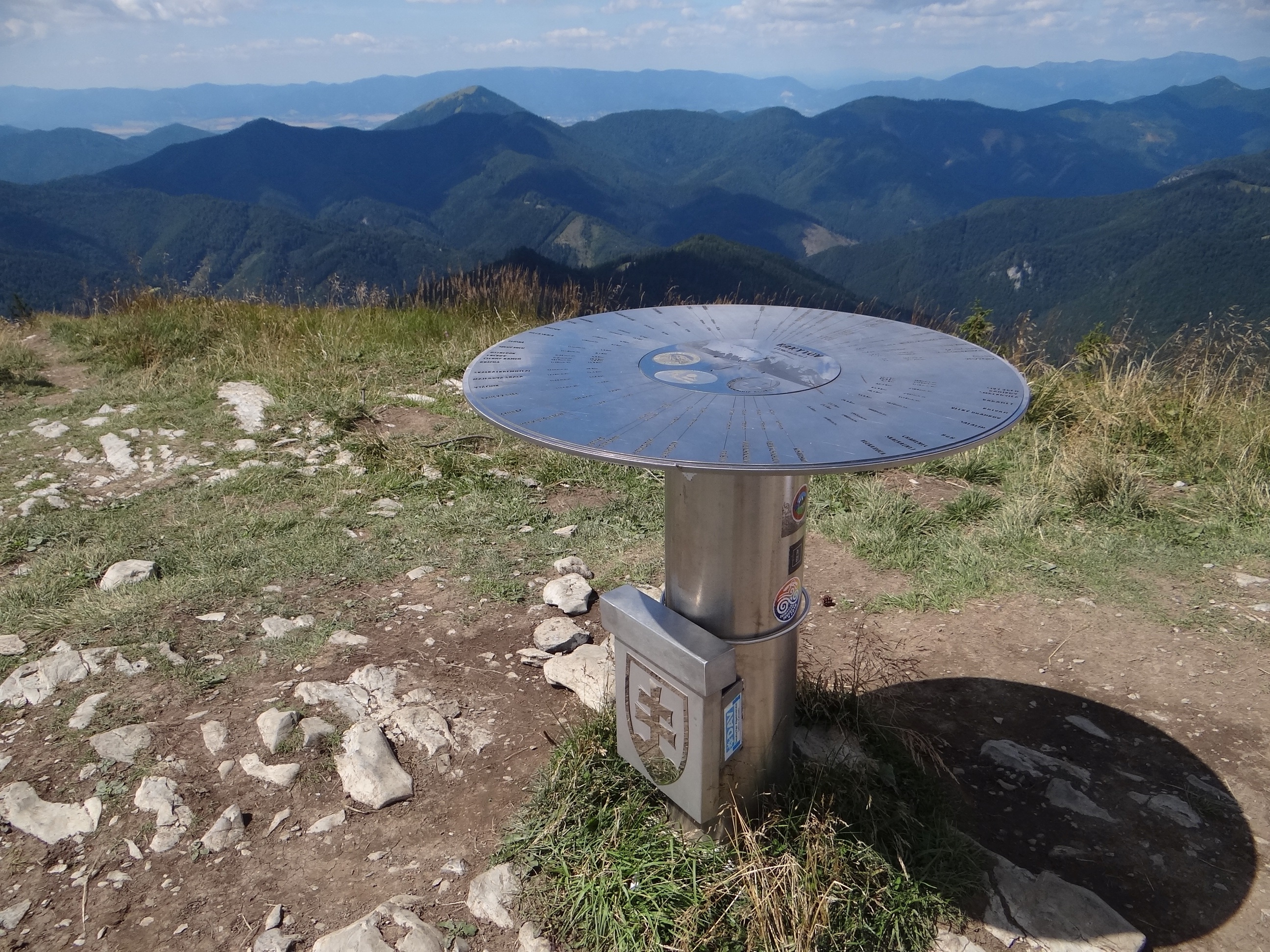
"Róża wiatrów" na szczycie Rakytova